# Markgrönbulbyl
Markgrönbulbyl (Phyllastrephus terrestris) är en fågel i familjen bulbyler inom ordningen tättingar. Den förekommer i buskmarker och skogsområden i östra och södra Afrika. Beståndet anses vara livskraftigt.

## Utseende och läte
Markgrönbulbyl är en färglöst mörkbrun bulbyl med mörkröda ögon och vitaktig strupe. Den liknar brun grönbulbyl, men denna skiljer sig genom varmare rödaktiga toner på stjärt och övergump samt att den saknar den vita strupen. Bland lätena hörs hårda och nasala "ugk-ugk-ugk-ugk".

## Utbredning och systematik
Markgrönbulbyl delas in i tre underarter med följande utbredning:
- Phyllastrephus terrestris suahelicus (inklusive bensoni[5]) – förekommer från östra Kenya till östra Tanzania och norra Moçambique
- Phyllastrephus terrestris intermedius – förekommer i sydvästra Angola samt från sydöstra Demokratiska republiken Kongo till Zambia, nordöstra Sydafrika (söderut till östra KwaZulu-Natal) och norra Moçambique
- Phyllastrephus terrestris terrestris – Swaziland och östra och södra Sydafrika (från västra KwaZulu-Natal söderut utmed kusten till sydvästra Västra Kapprovinsen)

Vissa urskiljer även underarten rhodesiae med utbredning i sydvästra Angola, Zambia, sydöstra Demokratiska republiken Kongo och sydvästra Tanzania till norra Botswana, norra Zimbabwe och nordöstra Moçambique.

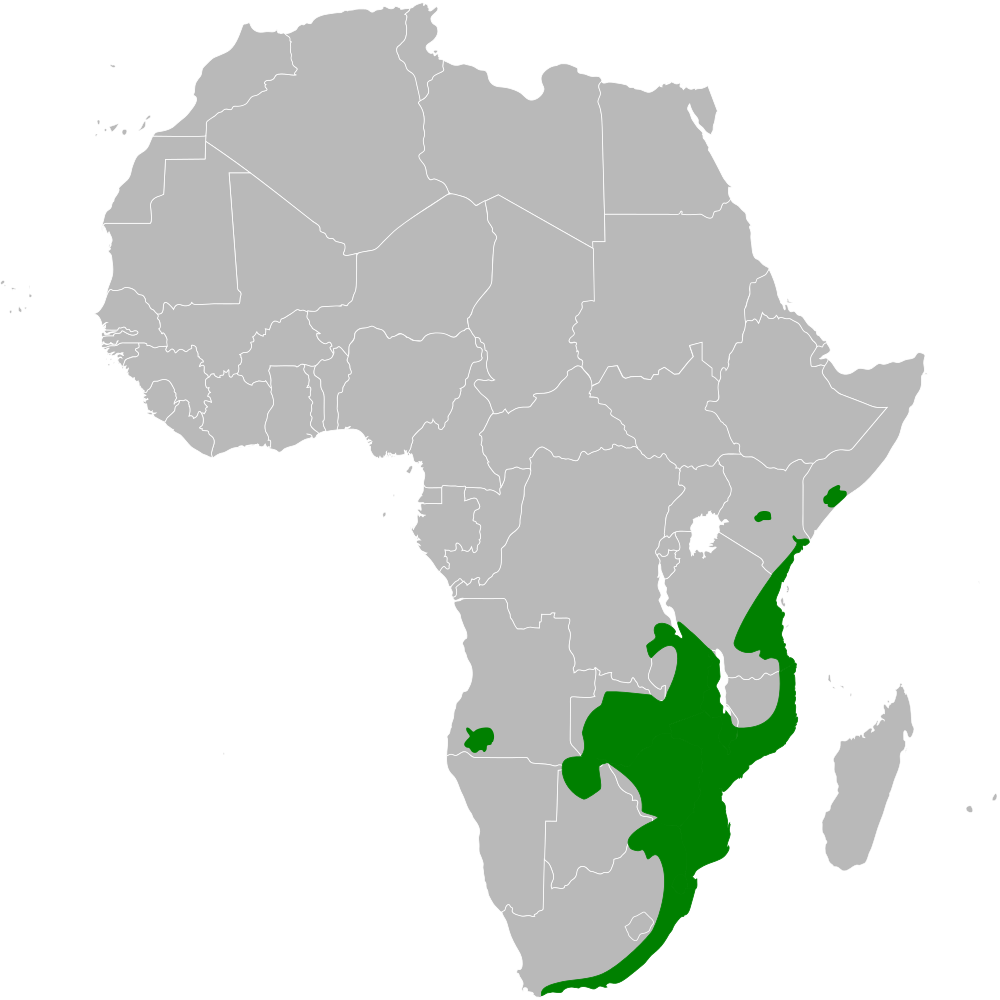
Markgrönbulbylens utbredningsområde.

## Levnadssätt
Markgrönbulbyl hittas i buskmarker och skogsområden upp till 2100 meters höjd. Som namnet avslöjar håller den sig nära marken. Smågrupper med fyra till sex individer hoppar och smyger runt i undervegetationen, födosökande efter insekter och små ryggradsdjur genom att vända på torra löv.

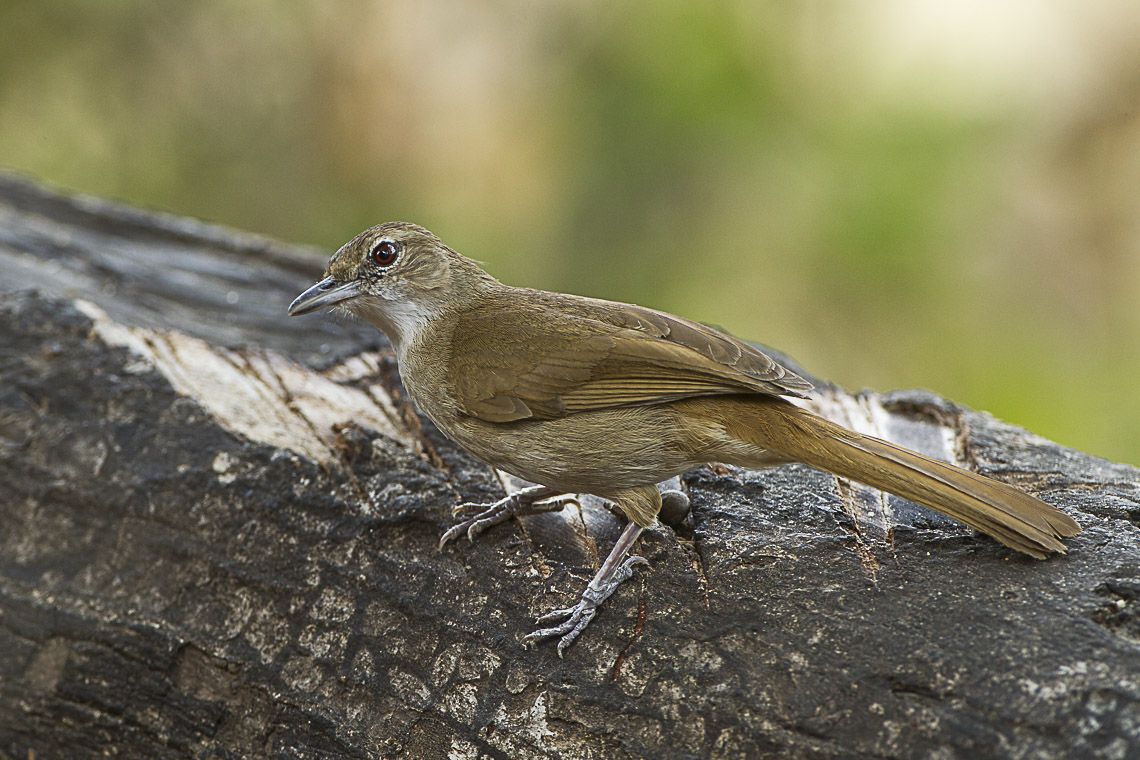
Markgrönbulbyl i Malawi.

## Status och hot
Arten har ett stort utbredningsområde, men tros minska i antal, dock inte tillräckligt kraftigt för att den ska betraktas som hotad. Internationella naturvårdsunionen IUCN listar arten som livskraftig (LC).  Världspopulationen har inte uppskattats men den beskrivs som vanlig men ofta lokalt förekommande.